# Holographis pallida
Holographis pallida là một loài thực vật có hoa trong họ Ô rô. Loài này được Leonard & Gentry mô tả khoa học đầu tiên năm 1948.